# 多瘤海参
多瘤海参（学名：Holothuria verrucosa）为海参科海参属的动物。分布于马达加斯加、毛里求斯、菲律宾、印度尼西亚、澳大利亚、夏威夷群岛以及中国大陆的西沙群岛等地，主要生活于珊瑚礁缝隙内。该物种的模式产地在夏威夷群岛。